# Оуэнс, Найджел
Найджел Оуэнс (англ. Nigel Owens; род. 18 июня 1971) — валлийский международный судья по регби и телеведущий. Является одним из трёх профессиональных судей Валлийского регбийного союза, наряду с Беном Уайтхаусом и Крейгом Эвансом. Кавалер ордена Британской империи.

## Биография

### Ранняя жизнь
Оуэнс родился в селении Мунуддкерриг, около Кармартеншира, Уэльс. Свободно разговаривает на валлийском языке. Получил образование в средней школе Ysgol Gyfun Maes-yr-Yrfa в Лланелли и Menter Cwm Gwendraeth. Год проработал батраком на ферме.

### Судейская карьера
Первый опыт в судействе Оуэнс получил в 1987 году, когда школьный учитель физкультуры предложил ему судить школьный матч между командами Кармартена и Пемброкшира. 21 января 2001 года Найджел Оуэнс дебютировал на Европейском кубке вызова 2000/2001, выступая рефери на игре между «Лондон Айриш» и «Пьяченцой». В октябре 2001 года он стал профессиональным судьёй Валлийского регбийного союза. 12 января 2002 года судейство мачта по регби между клубами «Кальвизано» и «Перпиньяном» в рамках Кубка европейских чемпионов по регби. В августе того же года состоялся судейский дебют Оуэнса на ежегодном турнире по регби Про12, в матче шотландского «Бордер Рейверс» против ирландского «Коннахта».
В период с 2002 по 2005 год Оуэнс являлся постоянным рефери на Мировой серии по регби-7. 16 февраля 2003 года он впервые стал судьёй на Кубке европейских наций 2003/2004 в схватке команд сборных Португалии и Грузии. В 2005 году Оуэнс был членом Международного совета по регби во время турне сборной Ирландии по регби в Осаку. В сезоне 2005/2006 кубка Хейнекен отсудил шесть матчей.
23 марта 2006 года Оуэнс был назначен на плей-офф Европейского кубка вызова 2005/2006 в игре между «Ньюкасл Фэлконс» и «Лондон Айриш». В сезоне 2006/2007 он судил только полуфинал и финал. 31 марта 2007 года в четвертьфинале кубка Хейнекен 2006/2007 судил матч между клубами «Уоспс» и «Ленстер». В том же году он впервые стал арбитром на Кубке шести наций, отсудив матч Англии против Италии, а также на чемпионат регби, во встрече сборной Новой Зеландии против Австралии. 11 сентября 2007 года был судьёй на Чемпионате мира по регби в матче Аргентины против Грузии.

### Мировая известность
Оуэнс известен как один из наиболее авторитетных судей мирового регби: на поле он неоднократно делал замечания игрокам, которые пытались выяснять отношения в грубой форме. Настоящую славу Оуэнсу принёс матч Про12 от 7 января 2012 года между ирландским «Манстером» и итальянским «Бенеттоном» в Про12, который завершился победой «Манстера» 29:11. По ходу игры 9-й номер итальянского клуба Тобиас Ботес выразил крайнее возмущение одним из решений Оуэнса и чуть не устроил истерику, однако Оуэнс в ответ произнёс монолог, ставший известным благодаря последней фразе: с ней Оуэнса стали ассоциировать все регбийные болельщики.

Мы раньше не встречались, но если я услышу ещё раз, что ты на меня кричишь, я тебя выгоню с поля. Это тебе не футбол!
Оригинальный текст (англ.)We have not met before. If I hear you shouting for anything else again, I will penalise you. This is not soccer!

В декабре 2020 в 49-летнем возрасте объявил о завершении карьеры.

## Личная жизнь
Найджел Оуэнс — открытый гей, каминг-аут совершил в мае 2007 года в интервью таблоиду Western Mail. По словам Оуэнса, признание стало для него непростым решением, в возрасте 26 лет он намеревался покончить жизнь самоубийством.
В 2016 году за заслуги в спорте Оуэнс стал членом ордена Британской империи (MBE), в июле того же года награждён почётной стипендией Кардиффского университета.
В феврале 2017 года в интервью Кирсти Янг для BBC Radio 4, Оуэнс рассказал, что перед тем, как принять свою сексуальность, он хотел пройти процедуру химической кастрации. В 2020 году заявил о желании завести детей по окончании регбийного сезона и завершении карьеры рефери.